# John Brown Abercromby
John Brown Abercromby (1843 – 30 marzo 1929) è stato un pittore britannico, attivo in Scozia.

## Biografia
Espose alla Royal Scottish Academy di Edimburgo tra il 1873 e il 1896, e al Royal Glasgow Institute of the Fine Arts nel 1904.